# Тернопільський академічний симфонічний оркестр
Тернопільський академічний симфонічний оркестр — симфонічний оркестр Тернопільської обласної філармонії.
Головний диригент — народний артист України Мирослав Кріль.

## Історія
Заснований у 2003 році за ініціативи директора філармонії заслуженого діяча мистецтв України Григорія Шергея.
Разом з солістами Шльонського театру оркестр здійснив постановку оперети Ф. Легара «Весела вдова» (Польща, 2016).